# Koninklijk Instituut voor Doven en Spraakgestoorden Hasselt
Das Koninklijk Instituut voor Doven en Spraakgestoorden (KIDS) ist eine katholische Schule mit Internat für gehörlose und hörgeschädigte Schüler, Schüler mit einer Sprach- und Sprechstörung sowie Schüler mit Autismus in Hasselt.

## Geschichte
Die Ursprünge des Instituts liegen in Maaseik, wo die Fraters van Tilburg 1851 mit der Betreuung und Ausbildung gehörloser, schwerhöriger und blinder Jungen begannen. Etwa hundert Jahre später zog die Institution nach Hasselt um. Zu dieser Zeit bot das Institut Unterricht für gehörlose und sprachgeschädigte Kinder an. Seitdem wurden die Dienstleistungen erweitert, darunter:
- 1985 erfolgte die Einrichtung einer Unterkunft für gehörlose und hörgeschädigte Erwachsene – auch eines Tageszentrums – in Houthalen. Dies ergibt sich aus dem Bedarf an weiterer Betreuung, wenn junge Menschen das Schulalter überschritten haben und nicht immer in das familiäre Umfeld zurückkehren können.
- 1987 erfolgte der Start eines spezialisierten häuslichen Pflegedienstes.
- Anfang der 1990er Jahre entstand eine neue Zielgruppe: Autismus und andere Kommunikationsstörungen. Das Internat (Medizinisch-Pädagogisches Institut) wird zu einer Dauereinrichtung für Minderjährige weiter ausgebaut.
- Im Jahr 2003 wurde mit dem „Betreuten Wohnen“ begonnen.[1]
- Im Jahr 2010 wurde ein Huis van de Toekomst voor doven eröffnet, das die Bedürfnisse gehörloser und schwerhöriger Menschen berücksichtigt.[2]

## Struktur
Seit 2009 umfasst die Einrichtung, die auf einem weitläufigen Gelände in einem Waldgebiet etwas außerhalb von Hasselt liegt, folgendes:
- ein Internat und ein Halbinternat für Minderjährige,
- eine Grundschule und eine weiterführende Schule für Sonderpädagogik,
- ein häuslicher Unterstützungsdienst für Eltern mit behinderten Kindern.

Zur Einrichtung gehören außerdem Wohnheime für Berufstätige und Nichtberufstätige sowie „Betreutes Wohnen“.
Neben der Betreuung von Jugendlichen und Erwachsenen betreibt die Einrichtung in Zusammenarbeit mit der Abteilung für audiologie en logopedie der Universität Leuven
auch spezialisierte Forschung zu Hör- und Sprachstörungen. Diese Einrichtungen werden vom Vlaams Fonds anerkannt.
Die Zielgruppe ist weiterhin:
- hörgeschädigte Jugendliche ab zweieinhalb Jahren,
- Sprach- und sprechbehinderte Jugendliche,
- junge Menschen mit Autismus oder Asperger-Syndrom.

Insbesondere in diesem letzten Bereich wurde Fachwissen entwickelt, so dass die Einrichtung vom Bildungsministerium als „Pilotschule“ anerkannt wurde, um den Umgang mit Autismus in der Bildung zu koordinieren. Auf diese Weise betreut die Institution direkt oder indirekt Hunderte von Schülern mit Gon-Status (Geïntegreerd onderwijs), die den Unterricht an anderen Schulen besuchen.